# John Marshall (perkusista)
John Stanley Marshall (ur. 28 sierpnia 1941 w Londynie, zm. 16 września 2023) – brytyjski perkusista. Był założycielem grupy jazzowo-rockowej Nucleus. Współpracował z wieloma innymi grupami rockowymi i jazzowymi oraz z muzykami; wśród nich byli: Alexis Korner, Graham Collier, Arthur Brown, Keith Tippett, Centipede, Jack Bruce, John McLaughlin, Soft Machine, Hugh Hopper, Elton Dean, Zbigniew Seifert, John Surman, Charlie Mariano, John Abercrombie, Arild Andersen.

## Dyskografia

### z Nucleus
- Elastic Rock (1970, Vertigo)
- We'll Talk About It Later (1970, Vertigo)
- Solar Plexus (1971, Vertigo)
- Live at Theaterhaus (1985, Mood)
- Ian Carr: Old Heartland (1988, EMI)

### z Soft Machine
- Fifth (1972, CBS)
- Six (1973, CBS)
- Seven (1973, CBS)
- Bundles (1975, Harvest)
- Softs (1976, Harvest)
- Triple Echo (1977, Harvest)
- Alive & Well in Paris (1978, Harvest)
- Land of Cockayne (1981, EMI)
- BBC Radio 1 Live in Concert (1994, Windsong)
- Live in France (1994, One Way)
- BBC Radio 1971–1974 (2005, Hux)

### z Eberhard Weber's Colours
- Silent Feet (1977, ECM)
- Pop Jazz International (1979, Amiga)
- Little Movements (1980, ECM)

### inne
- Graham Collier / Deep Dark Blue Centre (1967, Deram)
- Michael Garrick / Jazz Praises at St Pauls (1968, Airborne)
- Barney Kessel / Blue Soul (1968, Black Lion)
- Barney Kessel / Swinging Easy (1968, Black Lion)
- Graham Collier / Down Another Road (1969, Fontana)
- Neil Ardley / Greek Variations (1969, Columbia)
- Jack Bruce / Songs for a Tailor (1969, Polydor)
- Michael Gibbs / Michael Gibbs (1969, Deram)
- Mike Westbrook / Marching Song Vol. I&II (1969, Deram)
- Georgie Fame / Seventh Son (1969, CBS)
- Arthur Brown / Crazy World of Arthur Brown (1969, Track)
- Indo-Jazz Fusions / Etudes (1969, Sonet)
- Lloyd Webber/Rice / Jesus Christ Superstar (1970, Decca)
- Bill Fay / Bill Fay (1970, Deram)
- Michael D’Abo / Michael D’Abo (1970, Uni)
- Chris Spedding / Songs Without Words (1970, Harvest)
- Top Topham / Ascension Heights (1970, Blue Horizon)
- Michael Gibbs / Tanglewood '63 (1970, Deram)
- Jack Bruce / Harmony Row (1971, Polydor)
- Chitinous Ensemble / Chitinous Ensemble (1971, Deram)
- Linda Hoyle / Pieces of Me (1971, Vertigo)
- Spontaneous Music Orchestra / Live: Big Band/Quartet (1971, Vinyl)
- John Surman / Conflagration (1971, Dawn)
- Mike Westbrook / Metropolis (1971, RCA)
- Centipede / Septober Energy (1971, Neo)
- Michael Gibbs / Just Ahead (1972, Polydor)
- Alexis Korner / Bootleg Him (1972, Rak Srak)
- Volker Kriegel / Inside:The Missing Link (1972, MPS)
- Hugh Hopper / 1984 (1973, CBS)
- John Surman / Morning Glory (1973, Island)
- John Williams / Height Below (1973, Hi Fly)
- Volker Kriegel / Lift (1973, MPS)
- Pork Pie (Van 't Hof, Mariano, Catherine, Marshall) / The Door Is Open (1976, MPS)
- Charlie Mariano / Helen 12 Trees (1976, MPS)
- Elton Dean & Alan Skidmore / El Skid (1977, Vinyl)
- Jasper van ’t Hof & George Gruntz / Fairy Tales (1978, MPS)
- Gil Evans / The British Orchestra (1983, Mole)
- U.Beckerhoff, J.van ’t Hof, J.Marshall / Camporondo (1986, Nabel)
- U.Beckerhoff, J.Abercrombie, A.Andersen, J.Marshall / Secret Obsession (1991, Nabel)
- Wolfgang Mirbach / Links (1992, Schlozzton)
- John Surman Brass Project / Brass Project (1993, ECM)
- Towering Inferno / Kaddish (1993, Tl Records)
- Michael Gibbs / By TheWay (1994, Ah Um)
- Theo Travis / View From The Edge (1994, 33 Records)
- John Surman Quartet / Stranger Than Fiction (1994, ECM)
- Jandl/Glawischnig / Laut & Luise (1995, Hat Hut/Du)
- Graham Collier / Charles River Fragments (1995, Boathouse)
- Mirbach/Links / New Reasons To Use Old Words (1995, Schlozzton)
- Jack Bruce & Friends / Live in Concert [rec.1971] (1995, Windsong)
- Christoph Oeding / Taking a Chance (1997, Mons)
- Marshall Travis Wood / Bodywork (1998, 33 Records)
- Roy Powell / North by Northwest (1998, released 2001, Nagel-Heyer)
- SoftWorks / Abracadabra (2003, Universal Japan)
- Soft Machine Legacy / Live In Zaandam (2005, MoonJune)